# Ferriakasakaïta-(Ce)
La ferriakasakaïta-(Ce) és un mineral de la classe dels silicats que pertany al grup de l'al·lanita. Rep el nom per ser l'anàleg de ceri de la ferriakasakaïta-(La).

## Característiques
La ferriakasakaïta-(Ce) és un silicat de fórmula química {CaCe}{Fe3+AlMn2+}(Si₂O₇)(SiO₄)O(OH). Va ser aprovada com a espècie vàlida per l'Associació Mineralògica Internacional l'any 2018, sent publicada per primera vegada el 2019. Cristal·litza en el sistema monoclínic. La seva duresa a l'escala de Mohs oscil·la entre 5 i 5,5.
L'exemplar que va servir per a determinar l'espècie, el que es coneix com a material tipus, es troba conservat a les col·leccions del Museu d'Història Natural de la Universitat de Pisa (Itàlia), amb el número de catàleg: 19903.

## Formació i jaciments
Va ser descoberta a la mina del mont Maniglia, a la localitat de Bellino, dins la província de Cuneo (Piemont, Itàlia), on es troba associada a hematites i calcita. També ha estat descrita a la mina Kesebol, situada a la localitat sueca d'Åmål (Västra Götaland). Aquests dos indrets són els únics de tot el planeta on ha estat descrita aquesta espècie mineral.